# Lepidostoma tridigitum
Lepidostoma tridigitum is een schietmot uit de familie Lepidostomatidae. De soort komt voor in het Oriëntaals gebied.